# سیلویو پلوئشتانو
سیلویو پلوئشتانو (رومانیایی: Silviu Ploeșteanu; ۲۸ ژانویهٔ ۱۹۱۳ – ۱۳ آوریل ۱۹۶۹) بازیکن و مربی فوتبال اهل رومانی بود.
وی همچنین در تیم ملی فوتبال رومانی بازی کرده‌است.